# Phyllanthus aeneus
Phyllanthus aeneus är en emblikaväxtart som beskrevs av Henri Ernest Baillon. Phyllanthus aeneus ingår i släktet Phyllanthus och familjen emblikaväxter. IUCN kategoriserar arten globalt som livskraftig.
Artens utbredningsområde är Nya Kaledonien.

## Underarter
Arten delas in i följande underarter:
- P. a. aeneus
- P. a. cordifolius
- P. a. longistylis
- P. a. nepouiensis
- P. a. papillosus